# 1861年のスポーツ
- 年度別スポーツ記事一覧

## 大相撲
- 文久元年9月 - 雲龍久吉、横綱免許

## 競馬

### イギリス
クラシック
- 2000ギニー - ディオファンタス
- 1000ギニー - ネメシス
- エプソムダービー - ケトルドラム
- エプソムオークス - ブラウンダッチェス
- セントレジャーステークス - コーラーオウ

その他主要レース
- アスコットゴールドカップ - ソーマンビー
- グランドナショナル - ジェラシー

### フランス
- ジョッケクルブ賞 - ガブリエルデストレス

### オーストラリア
- メルボルンカップ - アーチャー

## ゴルフ

### 世界4大大会（男子）
- 全英オープン優勝者：トム・モリス・シニア（イギリス）

## ボウリング
- 6月22日（文久元年7月29日） - 日本初のボウリング場、長崎に開設

## ボート
- オックスフォード・ケンブリッジ大学対抗レガッタ優勝：オックスフォード大学

## 誕生
- 1月3日 - ウィリアム・レンショー（イギリス、テニス、+1904年）
- 1月3日 - アーネスト・レンショー（イギリス、テニス、+1899年）
- 7月20日（文久元年6月13日） - 白瀬矗（秋田県、探検家、+1946年）
- 10月10日 - フリチョフ・ナンセン（ノルウェー、探検家、+1930年）
- 10月16日 - リチャード・シアーズ（アメリカ、テニス、+1943年）
- 11月6日 - ジェームズ・ネイスミス（カナダ、体育教師、+1939年）
- 12月25日 - ウォルター・ウェストン（イギリス、登山家、+1940年）